# Джексон (округ, Західна Вірджинія)
Шаблон:StateAbbr_ 38°50′ пн. ш. 81°40′ зх. д. / 38.83° пн. ш. 81.67° зх. д.
Округ  Джексон (англ. Jackson County) — округ (графство) у штаті  Західна Вірджинія, США. Ідентифікатор округу 54035.

## Історія
Округ утворений 1831 року.

## Демографія
За даними перепису 2000 року загальне населення округу становило 28000 осіб, зокрема міського населення було 7403, а сільського — 20597. Серед мешканців округу чоловіків було 13623, а жінок — 14377. В окрузі було 11061 домогосподарство, 8207 родин, які мешкали в 12245 будинках. Середній розмір родини становив 2,92.
Віковий розподіл населення поданий у таблиці:
| Стать    | До 15 років | 15-21 | 22-29 | 30-39 | 40-49 | 50-65 | 65-85 | Понад 85 |
| -------- | ----------- | ----- | ----- | ----- | ----- | ----- | ----- | -------- |
| Чоловіки | 2853        | 1278  | 1270  | 1834  | 2143  | 2373  | 1732  | 140      |
| Жінки    | 2702        | 1207  | 1348  | 1992  | 2166  | 2541  | 2097  | 324      |

## Суміжні округи
- Вуд — північ
- Вірт — північний схід
- Роун — схід
- Кенова — південь
- Патнем — південний захід
- Мейсон — захід
- Меґс, Огайо — північний захід

## Виноски
1. ↑  U.S. Decennial Census. United States Census Bureau. Архів оригіналу за 26 квітня 2015. Процитовано 10 січня 2014.
2. ↑  Historical Census Browser. University of Virginia Library. Архів оригіналу за 11 серпня 2012. Процитовано 10 січня 2014.
3. ↑  Population of Counties by Decennial Census: 1900 to 1990. United States Census Bureau. Архів оригіналу за 3 червня 2013. Процитовано 10 січня 2014.
4. ↑  Census 2000 PHC-T-4. Ranking Tables for Counties: 1990 and 2000 (PDF). United States Census Bureau. Архів оригіналу (PDF) за 18 грудня 2014. Процитовано 10 січня 2014.
5. ↑  State & County QuickFacts. United States Census Bureau. Архів оригіналу за 11 січня 2014. Процитовано 10 січня 2014.(англ.) Наведено за англійською вікіпедією.
6. ↑  American FactFinder. Бюро перепису населення США. Архів оригіналу за 21 травня 2008. Процитовано 31 січня 2008.

| США | Це незавершена стаття з географії США. Ви можете допомогти проєкту, виправивши або дописавши її. |